# الكسندر روجرز
الكسندر روجرز (بالإنجليزية: Alexander Rogers)‏ هو جزار وسياسي أسترالي، ولد في 4 يونيو 1869 في أستراليا، وتوفي في 2 أغسطس 1928 في أستراليا. انتخب عضو الجمعية التشريعية فيكتوريا عن دائرة Electoral district of Melbourne ‏ (29 ديسمبر 1908 – 28 مايو 1924).